# 何崇業
何崇業，號伟寰，河南歸德府睢州人。明朝政治人物、進士出身。

## 生平
万历十年（1582年）壬午科河南乡试举人，為《禮記》經魁。萬曆十七年（1589年）己丑科进士。仕至行人司行人，二十五年丁酉顺天府分考，謫南京刑部照磨，丁憂歸，二十九年起北刑部照磨，三十一年升都察院经历，丁憂歸。